# Nikołaj Psurcew
Nikołaj Diemjanowicz Psurcew (ros. Никола́й Демья́нович Псу́рцев, ur. 23 stycznia?/4 lutego 1900 w Kijowie, zm. 9 lutego 1980 w Moskwie) – radziecki polityk, generał pułkownik wojsk łączności, minister łączności ZSRR (1948-1975), Bohater Pracy Socjalistycznej (1975).

## Życiorys
Urodził się w rodzinie rosyjskiej. Po ukończeniu szkoły w Kijowie został uczniem telegrafisty i telegrafistą na kolei kurskiej, od 1918 służył w Armii Czerwonej, uczestniczył w wojnie domowej. Od grudnia 1918 był telegrafistą w sztabie 9 Armii, od lipca 1919 należał do RKP(b), od lipca 1920 był wojskowym komisarzem Zarządu Łączności 12 Armii, odpowiadał za łączność magistrali Kijów-Homel-Orsza-Mińsk, w styczniu 1921 został wojskowym komisarzem oddziału Zarządu Łączności sztabów Ukrainy i Krymu, a w czerwcu 1921 komisarzem 6 pułku łączności. Od listopada 1921 do 1924 studiował w Moskiewskiej Wyższej Szkole Łączności, po czym pracował w sztabie Syberyjskiego Okręgu Wojskowego m.in. jako pomocnik inspektora Zarządu Łączności Sztabu, dowódca i komisarz 10 specjalnego pułku łączności z siedzibą w Kostromie, 1930-1934 studiował w Leningradzkiej Szkole Wojskowo-Technicznej, następnie został pomocnikiem szefa Zarządu Łączności Armii Czerwonej, a w lutym 1935 zastępcą szefa wydziału przygotowania bojowego Zarządu Łączności Armii Czerwonej. Od lutego 1936 szef węzła łączności Ludowego Komisariatu Obrony ZSRR, od maja 1937 szef Centralnego Zarządu Telefoniczno-Telegraficznego Ludowego Komisariatu Łączności ZSRR, od kwietnia 1939 kierownik wydziału Wojskowej Akademii Elektrotechnicznej Armii Czerwonej. Podczas wojny z Finlandią szef łączności Frontu Północno-Zachodniego na odcinku karelskim, 4 czerwca 1940 mianowany generałem majorem wojsk łączności. Od czerwca 1940 zastępca szefa Zarządu Łączności Armii Czerwonej, od lipca 1941 do lutego 1944 szef łączności Frontu Zachodniego, ubezpieczał łączność sztabu frontu podczas walk na Białorusi, pod Smoleńskiem, pod Moskwą, w operacji rżewsko-wiaziemskiej, spas-demeńskiej i witebskiej. 27 lipca 1942 awansowany na generał lejtnanta wojsk łączności, od lutego 1944 I zastępca szefa Głównego Zarządu Łączności Armii Czerwonej, 20 kwietnia 1945 mianowany generałem pułkownikiem wojsk łączności. Podczas wojny z Japonią był szefem Zarządu Łączności Sztabu Głównodowodzącego Wojskami Radzieckimi na Dalekim Wschodzie, w kwietniu 1946 został szefem łączności Sztabu Generalnego Armii Radzieckiej. Od listopada 1947 I zastępca ministra, a od 30 marca 1948 do 3 września 1975 minister łączności ZSRR. Od września 1975 na emeryturze. Deputowany do Rady Najwyższej ZSRR od 4 do 9 kadencji. Pochowany na Cmentarzu Nowodziewiczym.
W 1951 uczestniczył w przyjęciu przez Radę Ministrów ZSRR tajnej uchwały o utworzeniu na terytorium Polski przeszkód dla radiowej propagandy RWE i Głosu Ameryki i został zobowiązany do zbudowania w Polsce „systemu ochrony” przed propagandą radiową na falach krótkich za pomocą dostarczanych przez ZSRR nadajników i udzielaniu polskiemu rządowi wsparcia w organizowaniu ochrony na falach średnich, co oznaczało zagłuszanie audycji zachodnich stacji radiowych.

## Odznaczenia
- Medal Sierp i Młot Bohatera Pracy Socjalistycznej (3 lutego 1975)
- Order Lenina (pięciokrotnie)
- Order Czerwonego Sztandaru (czterokrotnie)
- Order Kutuzowa I klasy
- Order Suworowa II klasy
- Order Kutuzowa II klasy
- Medal 100-lecia urodzin Lenina

Medale i odznaczenia zagraniczne.